# ثقافة ماجونج

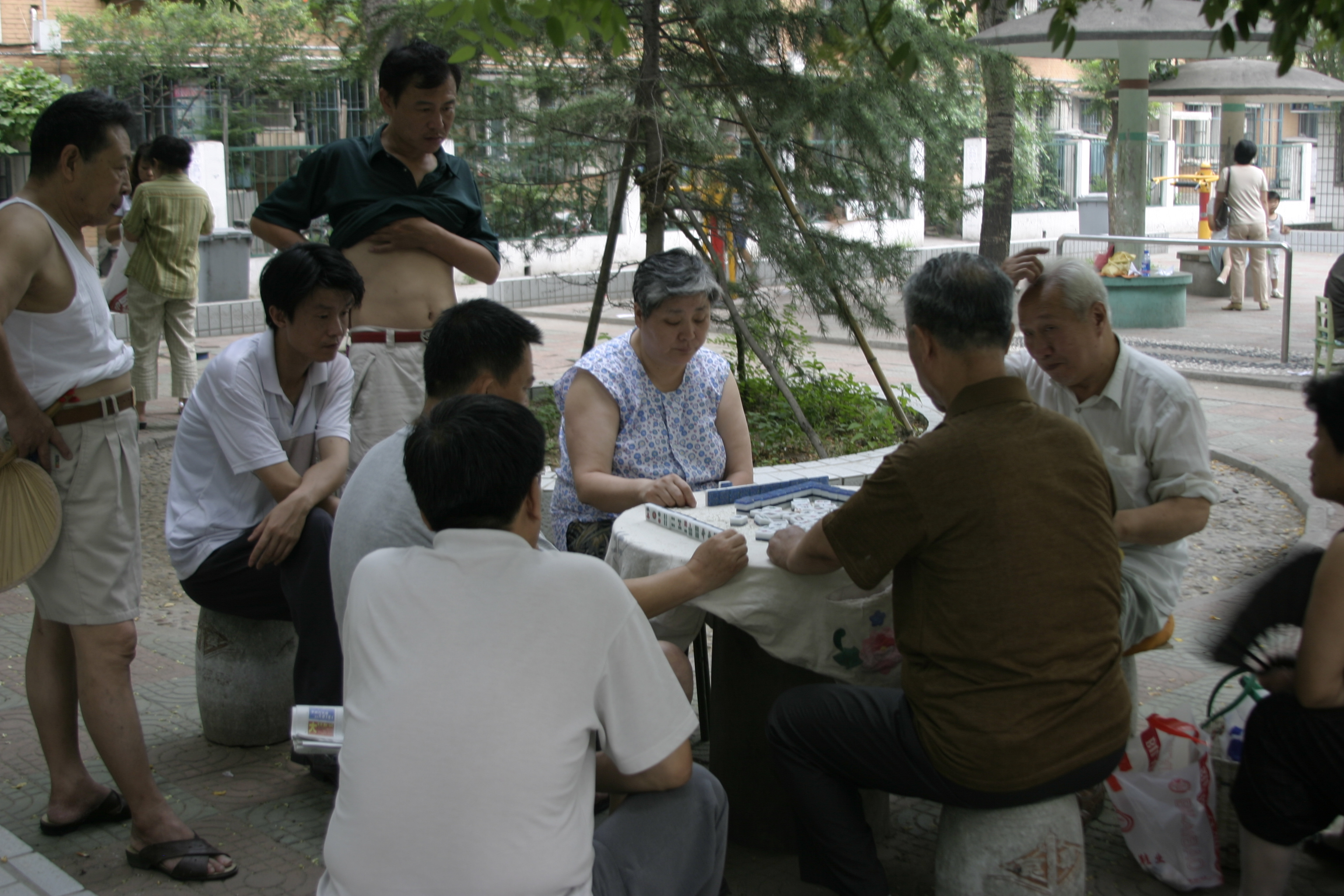

ماجونج هي لعبة عنوان قائمة على الاستراتيجية تم تطويرها خلال عهد اسرة تشينغ في الصين وانتشرت في جميع أنحاء العالم منذ ذلك الحين. للعبة تاريخ طويل وأهمية في العديد من البلدان خاصة في آسيا تتمتع أماكن مثل الصين واليابان بعلاقات ثقافية قوية بشكل خاص مع اللعبة. في الصين تطورت اللعبة لتمثل السلامة والصداقة.دعوة شخص ما إلى اللعبة تكاد تكون مرادفة للصداقة يمكن اعتبار اللعبة باهظة الثمن كرمز للمكانه ومصدر فخر بين العائلات الصينية.

## هونغ كونغ
في هونغ كونغ:
- خلال مادبة الزفاف الصينية يلعب الضيوف اللعبة اثناء وقت الانتظار.
- يعد العد التنازلي لماجونج قبل رأس السنة الصينية الجديدة أو رأس السنة الجديدة ممارسة نموذجية للعديد من أسر هونغ كونغ.
- في حين أن معظم الناس لديهم اللعبة في المنزل فإن معظم المطاعم الصينية تقدم مجموعة من معدات اللعبة لعملائها.
- رسميا الكازينوهات غير مسموحة في هونغ كونغ ومع ذلك هناك مدارس للعبة قانونية حيث يمكن للمقامرين لعب اللعبة.
- يتم تشجيع كبار السن على اللعب كتمرين للدماغ.
- إن دعوة شخص للعب اللعبة مؤشر على الود في الثقافة الصينية.

ومع ذلك فإن اللعبة تخلق مشاكل أيضا يعد الإدمان على اللعبة نوعا شائعا من مشكلات المقامرة تعد اللعبة أيضا وسيلة مفضلة للرشوة فالشخص الذي يعطي الرشوة سيخسر عمدا مبالغ كبيرة من المال للشخص الذي يتم رشوته.تشير دراسات حديثة أيضا ان اللعبة يمكن أن تسبب الصرع.